# Ténèbres sur Sethanon
Ténèbres sur Sethanon est le quatrième et dernier tome de la saga Les Chroniques de Krondor de Raymond E. Feist.
Le livre est tout d'abord sorti en France sous les éditions de La Reine noire le 31 octobre 2000, aux éditions J'ai lu le 4 novembre 2002 puis aux éditions Bragelonne le 25 août 2005.

## Résumé
Les Faucons de la nuit sont de retour à Krondor, le prince Arutha décide de mettre la ville en quarantaine pour les éradiquer. Mais lors d'une confrontation il reçoit une blessure. Il décide de faire croire à sa mort, afin que ses ennemis arrêtent de le pourchasser.
C'est de cette manière qu'Arutha se rend vers le Nord, dans le repaire de Murmandamus et des Moredhels accompagné de Laurie, Martin l'archer, Galain, Roald (mercenaire et ami d'enfance de Laurie), de Baru le Hadati et des jeunes écuyers James et Locklear.
Arrivés dans le Nord, ils découvrent la cité d'Armengar (ancienne cité des Glamredhels), où ils retrouvent Amos Trask et Guy du Bas-Tyra. Les armées de Murmandamus arrivent peu de temps après, s'ensuit une grande bataille sanglante coutant très cher aux armées de Murmandamus. Une fois la cité prise, et les habitants évacués, Guy la fit exploser. 
Ils partent ensuite vers le Sud, vers Sethanon avec l'armée aux trousses. En traversant les Bois du Crépuscules, Arutha rencontre les elfes sauvages, les Glamredhels, qui les épargnent en voyant un elfe (Galain) parmi eux. Celui-ci leur apprend l'existence d'Elvandar qu'ils rejoindront quelques années plus tard. 
Pendant ce temps, Pug et Tomas sont à la recherche de Macros le Noir, recherche qui les conduit dans le palais de Lims-Kragma (la déesse de la mort), puis vers la cité éternelle grâce à la dragonne Ryath. Là ils retrouvent Macros prisonnier d'un piège de Murmandamus, Pug remonte le temps jusqu'à la création même de l'univers pour les sortir de ce piège.
À quatre ils rejoignent la cité de Sethanon où se livre un destin beaucoup plus vaste que l'avenir du Royaume. En effet dans cette cité se trouve la Pierre de Vie, qui relie tous les êtres vivants ensemble, et qui peut permettre le retour des Valherus et anéantir toute forme de vie sur Midkemia.
Un terrible combat se déroule, entre les hommes des Isles et les Moredhels, mais aussi entre Arutha qui combat Murmandamus, Ryath qui s'oppose à un être de Terreur (qui aspire la vie), entre Tomas et les Valherus emprisonnés dans la Pierre de Vie, et Pug qui lutte pour refermer une faille permettant l'arrivée des Valherus. Les forces du bien finissent par l'emporter, écartant pour un temps la menace des Panthatians  qui visent à s'emparer de la pierre de vie pour ramener ce qu'ils considèrent comme leur déesse-mère: Alma Lodaka. Elle qui les créa à partir des serpents des marais pour la servir avant les Guerres du Chaos.

## Personnages
Les personnages principaux sont :
- Pug
- Tomas
- Arutha
- Anita
- Calis
- Jimmy
- Amos Trask
- Martin
- Laurie
- Aglaranna
- Macros le Noir
- Murmandamus

### Les autres tomes desChroniques de Krondor
1. Pug l'apprenti
2. Milamber le mage
3. Silverthorn
4. Ténèbres sur Sethanon

## Sources
- Le site officiel de Raymond E. Feist
- Le site des éditions Bragelonne
- Le site scifi-universe